# 36ns Premis AVN
Els 36ns Premis AVN, presentats per Adult Video News (AVN), van distingir les millors pel·lícules pornogràfiques i productes d'entreteniment per a adults entre l'1 d'octubre de 2017 i el 30 de setembre de 2018 i va tenir lloc el 27 de gener de 2019 al Hard Rock Hotel and Casino a Las Vegas, Nevada.
Va ser presentat pels intèrprets adults Romi Rain i Bailey Rayne, i l'humorista Esther Ku, amb una actuació musical de la rapera Cardi B.

## Guanyadors i nominats
Els guanyadors es van anunciar durant la cerimònia de lliurament de premis el 27 de gener de 2019.
Els principals premis d'intèrpret van ser per a Angela White, premi AVN a l'artista femenina de l'any; Manuel Ferrara, intèrpret masculí de l'any i Ivy Wolfe, millor estrella nova.

### Premis principals

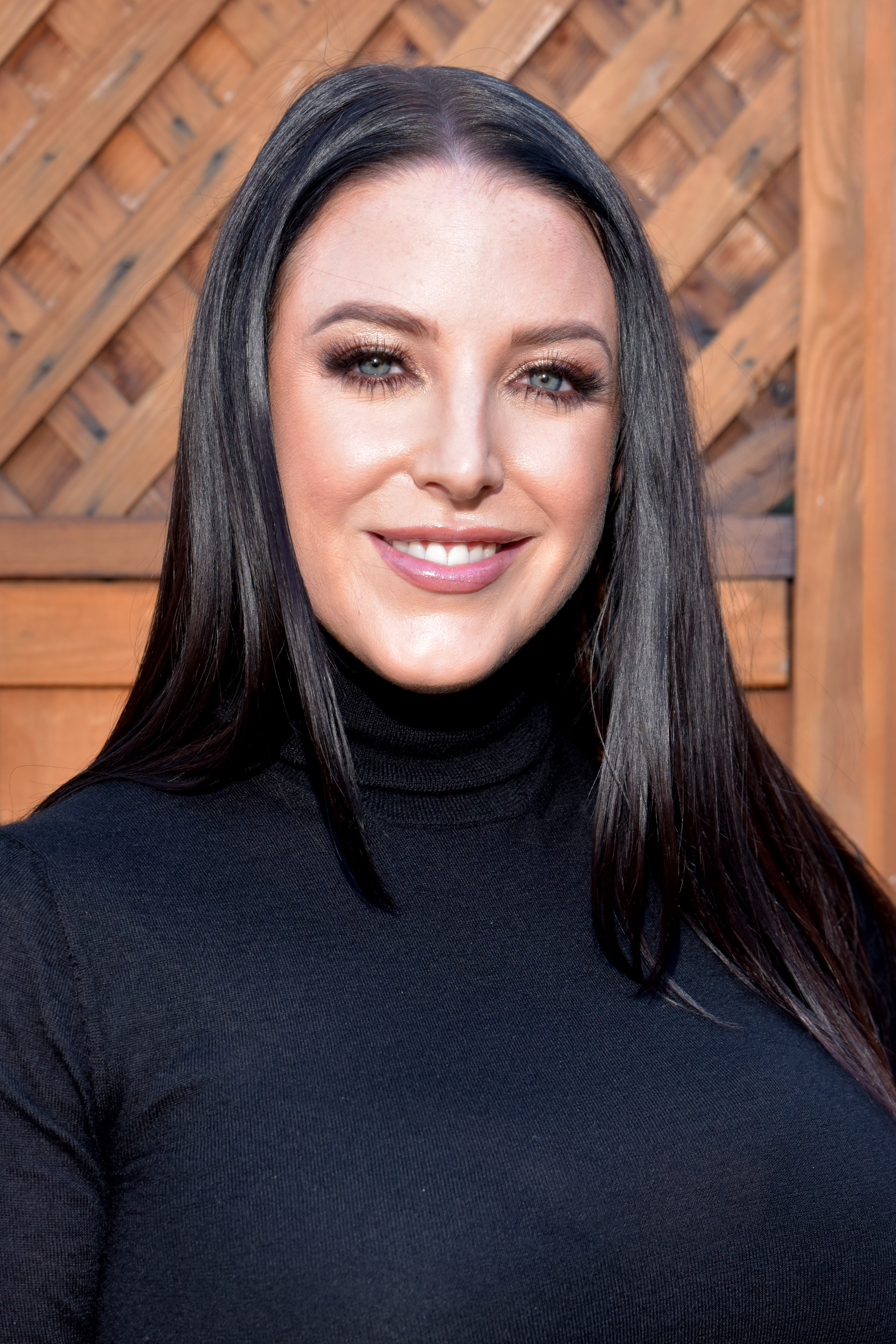
Angela White, millor intèrpret femenina de l’any

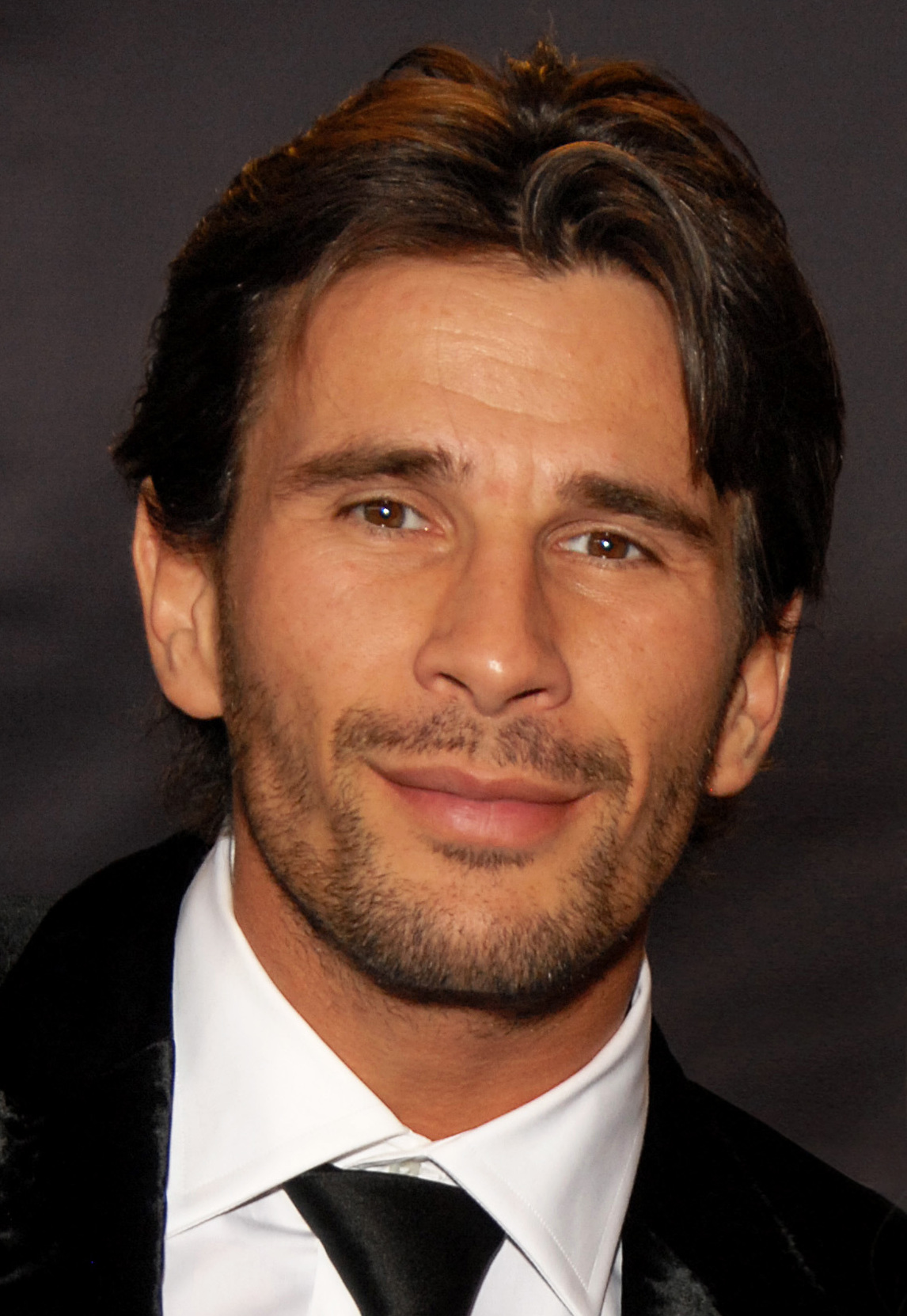
Manuel Ferrara, millor intèrpret masculí de l’any

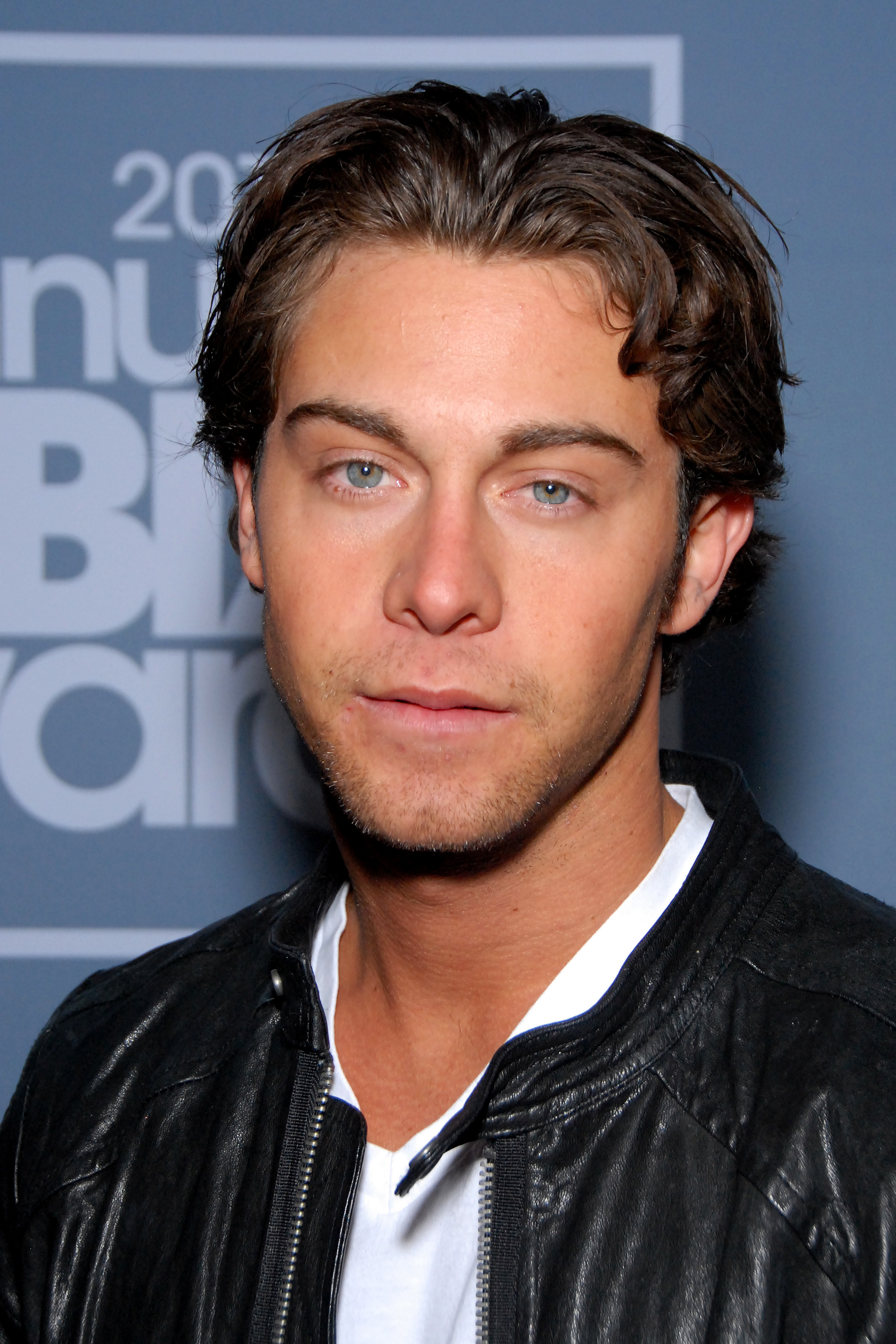
Seth Gamble, premi al millor actor

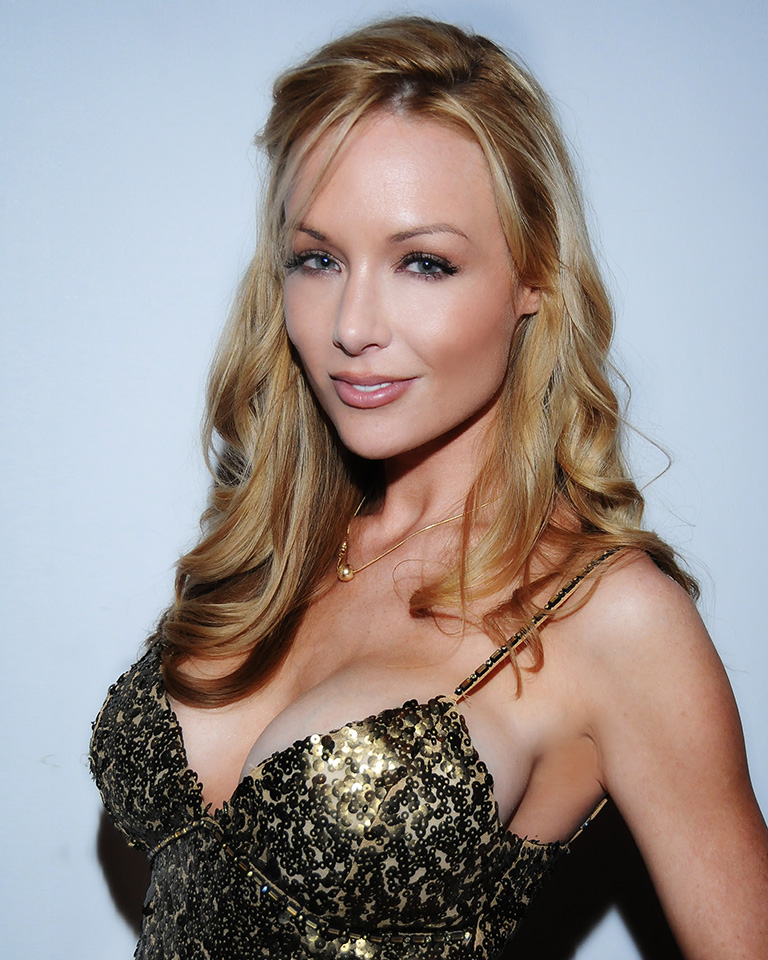
Kayden Kross, millor director de l’any

Els guanyadors of categories announced during the awards ceremony January 27, 2019, de les categories anunciades durant la cerimònia de lliurament de premis el 27 de gener de 2019, es destaquen en negreta i s'indiquen amb una doble daga ().
| Movie de l'any | Artista All-Girl de l'any |
| --- | --- |
| - The Possession of Mrs. Hyde (Millor acció/thriller) - A 40 Year Old Widow (Millor producció estrangera/antologia) - After Dark (Millor drama) - Deadpool XXX: An Axel Braun Parody (Millor paròdia) - I Am Angela (Millor presentació d’estrella) - Icons (Millor antologia) - Love in the Digital Age (Millor comèdia) (Rather than nominees for this category, contenders are chosen from the winners in the "Best Release" categories. Voting is conducted separately just prior to the awards ceremony.) | - Charlotte Stokely - Ayumi Anime - Serena Blair - Jayden Cole - Val Dodds - Darcie Dolce - Kendra James - Shyla Jennings - Georgia Jones - Ivy Jones - Milana May - Mindi Mink - Prinzzess - Sabina Rouge - Scarlett Sage - Jenna Sativa |
| Premi a l'artista masculí de l'any | Premi a l'artista femenina de l'any |
| - Manuel Ferrara - Mick Blue - Xander Corvus - James Deen - Dredd - Markus Dupree - Small Hands - Steve Holmes - Ricky Johnson - Jessy Jones - Keiran Lee - Mandingo - Ramón Nomar - Tommy Pistol - Johnny Sins | - Angela White - Abella Danger - Honey Gold - Katrina Jade - Elsa Jean - Jill Kassidy - Abigail Mac - Ariana Marie - Kira Noir - Riley Reid - Kristen Scott - Kissa Sins - Gina Valentina - Whitney Wright |
| Millor nouvingut masculí | Millor nova estrella |
| - Jason Luv - Indiana Bones - Cash Boss - Stirling Cooper - Lil D - Dustin Daring - Oliver Flynn - Johnny Goodluck - Quinton James - Connor Kennedy - Brad Newman - Sam Shock - Louie Smalls - Brad Sterling - Zac Wild | - Ivy Wolfe - Gia Derza - Hannah Hays - Eliza Ibarra - Ella Knox - Tana Lea - Alina Lopez - Hime Marie - Nia Nacci - Kenzie Reeves - Karma Rx - Nicolette Shea - Kendra Spade - Jane Wilde - Emily Willis |
| Artista transsexual de l'any | Director de l'any |
| - Chanel Santini - Shiri Allwood - Michelle Austin - Aspen Brooks - Kayleigh Coxx - Korra Del Rio - Foxxy - Aubrey Kate - Khloe Kay - Lena Kelly - Casey Kisses - Annabelle Lane - Natalie Mars - Domino Presley - Tyler St. Syn | - Kayden Kross - Joanna Angel - James Avalon - Axel Braun - Jules Jordan - Mason - Bree Mills - MimeFreak - Pat Myne - Eddie Powell - Mike Quasar - Jacky St. James - Stills by Alan - Dana Vespoli - Andy Zane |
| Millor actor - pel·lícula | Millor actriu - pel·lícula |
| - Seth Gamble, Deadpool XXX: An Axel Braun Parody - Brad Armstrong, The Cursed XXX - Johnny Castle, The Finisher: A DP XXX Parody - Xander Corvus, Xander's World Tour - Danny D., NeverMore - James Deen, Starfucked - Ryan Driller, The Seduction of Heidi - Robby Echo, Hand Solo: A DP XXX Parody - Small Hands, A Trailer Park Taboo - Steve Holmes, Dirty Grandpa - Ryan McLane, Cursed - Derrick Pierce, Second First Date - Logan Pierce, Love in the Digital Age - Tommy Pistol, Anne: A Taboo Parody - Michael Vegas, How I Fucked Your Mother: A XXX Parody | - Eliza Jane, Anne: A Taboo Parody - Britney Amber, Naked - Mercedes Carrera, Second First Date - Adriana Chechik, Star Wars: The Last Temptation - A Digital Playground XXX Parody - Jessica Drake, Fallen II: Angels & Demons - Kimmy Granger, Poon Raider: A DP XXX Parody - Aaliyah Love, Too Little Too Late - Avi Love, The Possession of Mrs. Hyde - Abigail Mac, Fantasy Factory: Wastelands - Gia Paige, Love in the Digital Age - Kenzie Reeves, A Trailer Park Taboo - Kristen Scott, Camgirl - India Summer, Flawless - Mona Wales, Insomnia - Whitney Wright, Cursed |
| Millor acció/thriller | Millor drama |
| - The Possession of Mrs. Hyde - Cartel Sex - The Coven Wives - Criminal Passions - The Cursed XXX - Dark Obsession - Fantasy Factory: Wastelands - Fly Girls: Final Payload - Girls With Guns - The Matchmaker - NeverMore - One Step Ahead - The Puppeteer - Squirtwoman: Wasteland - Undercover | - After Dark - Adoration - Camgirl - Fallen II: Angels & Demons - The Game - Hollywood Ending - Insomnia - Invictus - Mind Fucked: A Cult Classic - Never Forgotten - Paparazzi - The Seduction of Heid - Talk Derby to Me - A Trailer Park Taboo - Trashy Love Story - The Voyeur 2 |
| Millor escena sexual noia/noia | Millor escena sexual noi/noia |
| - Abigail Mac, Kissa Sins; Abigail - Ariana Marie, Jill Kassidy; Ariana Marie: A Little Bit Harder - Charlotte Stokely, Sabina Rouge; Axel Braun's Girlfest - Shyla Jennings, Sadie Blake; Bare - Jenna Sativa, Mary Moody; Erotic Tales - Verónica Rodríguez, Rina Ellis; Girls Gone Pink - Gina Valentina, Sydney Cole; I Screw Girls - Julie Kay, Olive Glass; Interracial Girlfriends 3 - Prinzzess, Zoey Monroe; Prinzzess: A Decade of Desire - Ivy Wolfe, Scarlett Sage; Sage Union - Lily Adams, Kristen Scott; School's Out - Adria Rae, Kimmy Granger; Skinny Dipping - Ella Knox, Katya Rodriguez; Snatch Chat - Joanna Angel, Stoya; Talk Derby to Me - Holly Hendrix, Evelyn Claire; Trashy Love Story | - Avi Love, Ramón Nomar, The Possession of Mrs. Hyde - Kelsi Monroe, Tyler Steele, Ass Parade 66 - Kenzie Reeves, Brick Danger, Backseat Banging 5 - Misty Stone, James Deen, Cartel Sex - Ivy Wolfe, Chad White, Déjà Vu - Evelyn Claire, Manuel Ferrara, The Female of the Species - Jill Kassidy, Tommy Pistol, Future Darkly - Alina Lopez, Markus Dupree, Hot Bodies 3 - Riley Reid, Tommy Pistol, Killer Blowjobs - Sinderella, Mick Blue, More Than a Thrill - Tori Black, Jean Val Jean, Natural Beauties 6 - Adria Rae, James Deen, Petites - Angela White, Markus Dupree, Serendipity - Carolina Sweets, Ryan Madison, Split Screen - Ariana Marie, Xander Corvus, XXX Parodies                                                               |
| Camming Cosplayer favorita | Cam Girl favorita |
| - EliseLaurenne - Adrenna Lyne, adysweet, Alex Harper, AnimeAnnie, Ari Dee, Avalynn Rose, Caitierage, Catjira, ClaraCosmia, Denver_Max, DesignerMissy, Ela Darling, Elise Rivers, Ellie Idol, Emilia Song, Felicia Vox, Hackergirl, HelloCourtney, HyruleFairy, JadeCreates, KaileyKetchum, Kinky Candy, KittyQuinn, Koneko Katana, Lana Rain, Layla Savage, Leya Falcon, LiveCleo, Marica Hase, Molly Stewart, Pervy the Clown, RinCity, ShandaFay, Temptress Lux, Vera Bambi | - Kati3kat - Aria Nina, Ashlyn Diamond, Aspen Rae, Bailey Rayne, Brielle Day, CarminaHot1, Cherry Crush, Cherry Devivre, Chroniclove, Clara Kitty, Crystal Knight, Daisy Destin, Devious Angel, Ella Silver, Emily Bloom, Emma Banks, Eva Devine, Eve Thompson, Ginger Banks, Golden Kittee, Harley Rose, Harli Lotts, HeidiV, HottyTeen69, Jay Lynn, Jess Victoria, Joey Kim, Katie Summers, KoryBlu, Lala_Capri, Lindsey Banks, LittleRedBunny, Livia Choice, Madelene Ray, MalibuBomb, Mia Shelby, Nikki Eliot, NoahBensi, Ora Young, PrincessSnowAngel, Rae Riley, Raquelle Diva, Reya Sunshine, RocknRose, Salena Storm, SammyStrips, Sasha Red, Sasha Swan, Scout, ShyCountryCutie, SnugglePunk, Stefanie Joy, Sunhiee, Tricia Fox, Veronika Rose |

### Guanyadors de premis addicionals
A continuació es mostra la llista dels guanyadors de la categoria de premis restants, que es van anunciar durant la cerimònia de lliurament de premis, però que es van presentar amb els seus premis a part de l'esdeveniment real.
CATEGORIES DE VÍDEO I WEB
- Millor actor – Featurette: Tommy Pistol, The Weight of Infidelity, PureTaboo.com
- Millor actriu – Featurette: Angela White, Who's Becky (de Games We Play), Trenchcoatx
- Millor escena de sexe grupal noies: Ivy Wolfe, Eliza Jane, Jenna Sativa, A Flapper Girl Story
- Millor pel·lícula de noies: Angela Loves Women 4
- Millor sèrie de noies:: Women Seeking Women
- Millor pel·lícula anal: First Anal 6
- Millor sèrie anal: Anal Beauty
- Millor escena de sexe anal: Angela White, Rocco Siffredi, I Am Angela
- Millor pel·lícula d'antologia: Icons
- Millor direcció artística: Deadpool XXX: An Axel Braun Parody
- Millor pel·lícula BDSM: Hotwife Bound 3
- Millor fotografia: Winston Henry, After Dark
- Millor comèdia: Love in the Digital Age
- Millo sèrie contínua: Natural Beauties
- Millor director – Pel·lícula: Axel Braun, The Possession of Mrs. Hyde
- Millor director – no pel·lícula: Evil Chris, I Am Angela
- Millor director – lloo/canal web: Lee Roy Myers, WoodRocket.com
- Millor escena sexual doble penetració: Abigail Mac, Jax Slayher, Prince Yahshua, Abigail
- Millor edició: Evil Ricky, I Am Angela
- Millor pel·lícula ètnica: My Asian Hotwife 3
- Millor sèrie ètnica/interracial: My First Interracial
- Millor Featurette: The Weight of Infidelity, PureTaboo.com
- Millor pel·lícula/antologia estrangera: A 40 Year Old Widow
- Millor escena de sexe de noies amb filmació estrangera: Megan Rain, Mina Sauvage, Undercover
- Millor escena de sexe anal amb filmació estrangera: Clea Gaultier, Kristof Cale, Charlie Dean, The Prisoner
- Millor escena de sexe de nois i noies amb filmació estrangera: Rose Valerie, Ricky Mancini, Rose, Escort Deluxe
- Millor escena de sexe en grup de filmació estrangera: Alexa Tomas, Megan Rain, Apolonia Lapiedra, Emilio Ardana, Undercover
- Millor pel·lícula gonzo: A XXX Documentary
- Millor escena de sexe en grup: Tori Black, Jessa Rhodes, Mia Malkova, Abella Danger, Kira Noir, Vicki Chase, Angela White, Ana Foxxx, Bambino, Mick Blue, Ricky Johnson, Ryan Driller, Alex Jones, After Dark
- Millor pel·lícula Ingénue: Best New Starlets 2018
- Millor pel·lícula interracial: Interracial Icon 6
- Millor pel·lícula de proposicions lascives: The Psychiatrist
- Millor maquillatge: Dusty Lynn, Cammy Ellis, Deadpool XXX: An Axel Braun Parody
- Millor campanya de màrqueting - Imatge de l'empresa: Vixen Media Group
- Millor campanya de màrqueting – Projecte individual: I Am Angela, Evil Angel Films
- Millor pel·lícula MILF: MILF Performers de l'any 2018
- Millor nou segell: Blacked Raw
- Millor nova sèrie: Lesbian Lessons
- Millor sèrie niche: Evil Squirters 5
- Millor sèrie niche: Squirt for Me
- Millor actuació no sexual: Kyle Stone, Never Forgotten
- Millor pel·lícula de dona gran/noia jove: The Lesbian Experience: Women Loving Girls 3
- Millor pel·lícula oral: Gag Reflex 3
- Millor escena de sexe oral: Angela White, Angela by Darkko
- Millor pel·lícula orgia/gangbang: Gangbang Me 3
- Millor paròdia: Deadpool XXX: An Axel Braun Parody
- Millor pel·lícula de poliamor: Watching My Hotwife 3
- Millor pel·lícula Pro-Am/exhibitionista: Mick's Pornstar Initiations
- Millor guió: Lasse Braun, Axel Braun, Rikki Braun, The Possession of Mrs. Hyde

Vídeo i Web (ctd.)
- Millor interpretació solo/tease: Kissa Sins, The Corruption of Kissa Sins
- Millor banda sonora: Hamiltoe, WoodRocket
- Millor efectes especials: Star Wars: The Last Temptation – A Digital Playground XXX Parody
- Millor presentació d’estrella: I Am Angela
- Millor actor secundari: Charles Dera, Cartel Sex
- Millor actriu secundària: Joanna Angel, A Trailer Park Taboo
- Millor pel·lícula de relacions tabú: Sibling Seductions 2
- Millor escena sexual a tres bandes: noi/noi/noia: Honey Gold, Chris Strokes, Jules Jordan, Slut Puppies 12
- Millor escena sexual a tres bandes: noia/noia/noi: Angela White, Kissa Sins, Markus Dupree, The Corruption of Kissa Sins
- * Millor pel·lícula transexual: Aubrey Kate: TS Superstar
- Millor sèrie transexual: Trans-Visions
- Millor escena de sexe transexual: Aubrey Kate, Lance Hart, Eli Hunter, Will Havoc, Ruckus, Colby Jansen, D. Arclyte, Aubrey Kate: TS Superstar
- Millor producte/lloc de realitat virtual: NaughtyAmericaVR.com
- Millor escena sexual de realitat virtual: Marley Brinx, John Strong, Wonder Woman (A XXX Parody), VR Bangers
- Títol intel·ligent de l'any: Hamiltoe, WoodRocket
- Intèrpret estranger femení de l'any: Anissa Kate
- Director estranger de l'any: Rocco Siffredi
- Estrella principal de l'any: Stormy Daniels
- Aventura principal de l'any: Asa Akira, aparició convidada de Family Guy
- Intèrpret MILF de l'any: Cherie DeVille
- Intèrpret estranger masculí de l'any: Rocco Siffredi
- Escena de sexe més escandalosa: Charlotte Sartre, Margot Downonme, Tommy Pistol in "My First Boy/Girl/Puppet," The Puppet Inside Me, WoodRocket
- Artista niche de l'any: Karla Lane

CATEGORIES PRODUCTES DE PLAER
- Millor fabricant de preservatius: Okamoto
- Millor fabricant de millores: Boneyard/Rascal Toys
- Millor fabricant de fetitxes: Bad Dragon
- Millor fabricant de roba interior o roba: Coquette
- Millor fabricant de lubricants: Pjur
- Millor fabricant de productes de plaer - Gran: Doc Johnson
- Millor fabricant de productes de plaer - Mitjà: Satisfyer
- Millor fabricant de productes de plaer - Petit: Motorbunny

CATEGORIES MINORISTES
- Millor botiga: Chi Chi LaRue's, Los Angeles
- Millor cadena minorista - Gran (11 botigues o més): Hustler Hollywood
- Millor cadena minorista - Mitjana (6-10 botigues): Taf Distributing
- Millor cadena minorista - Petita (2-5 botigues): She Bop
- Millor botiga web minorista: DallasNovelty.com

CATEGORIES PREMIS DE FANS
- Estrella porno BBW preferida: Alura Jenson
- Cam Guy preferit: Aamir Desire
- Parella cam preferida: 19honeysuckle (aka Honey and Tom Christian)
- Estrella porno femenina preferida: Angela White
- Estrella del clip indie preferida: Cory Chase
- Estrella porno masculina preferida: Johnny Sins
- Lloc web d'estrelles porno preferides: ReidMyLips.com
- Estrella cam trans preferida: Aubrey Kate
- Estrella porno trans preferida: Chanel Santini
- MILF més popular: Kendra Lust
- Nouvingut més popular: Alina López
- Cul més èpic: Abella Danger
- Pits més espectaculars: Angela White
- Estrella de les xarxes socials: Riley Reid

## Premis Honorífics AVN

### Saló de la Fama
AVN el 21 de gener de 2019, va anunciar els incorporats del 2018 al seu saló de la fama, que més tard van ser homenatjats amb un còctel el 22 de gener i després un vídeo quan s'inaugurava la presentació de premis.
- Branca vídeo: Asa Akira, Gabrielle Anex, Lexi Belle, Frank Bukkwyd, Maestro Claudio, Kiki Daire, Dirty Harry, Ed Hunter, Kayden Kross, Micky Lynn, Ramón Nomar, Serena, Mark Stevens, Misty Stone, India Summer[11]
- Branca executius: Bernard Braunstein i Ed Braunstein, Renae Orenstein-Englehart, Jim Kohls[11]
- Branca fundadors Internet: Nick Chrétien, Stan Fiskin, Mitch Fontaine[11]

## Mitjans de comunicació i entreteniment
El programa de premis es va emetre a Showtime. Va actuar la rapera Cardi B.